# Милош Мандић (свештеник)
Милош Мандић (Грачац, 1881 — Грачац, 30. мај 1941) био је протојереј Српске православне цркве као и парох и архијерејски намесник у Грачацу.

## Биографија
Рођен је 1881. године у Грачацу. Његов отац је Тривун, рођени брат Георгине Ђуке Мандић, мајке великог српског и светског научника Николе Тесле.
Вишу гимназију и богословију завршио је у Сремским Карловцима. Рукоположен је 1908. године. Службовао је у Плашком, Горњим Дубравама и Грачацу, где га је и рат затекао.

## Страдање
Ухапшен је од стране усташа други дан по Спасовдану 29. маја 1941. и затворен са већом групом у Грачацу. Био је подвргнут страховитим мучењима. Ноћу између 30. и 31. маја 1941. цела ова група од 27 људи утрпана је у камион и одвезена у правцу Метка. За проту Милоша добро се зна да је убачен у камион у бесвесном стању, након мучења у усташком затвору. Исте су ноћи сви побијени у боровој шуми између Метка и Врепца и бачени у јаме, које су раније ископане. За њихову погибију сазнали су прво чобани који су после неколико дана наишли на свеже хумке и проливену крв око њих. Јавили су то у Грачац, откуда су дошли људи и откопали гроб у коме су нашли гомилу толико унакажених лешева да су се једва распознавали. Нарочито је био унакажен леш проте Милоша.
Није још званично канонизован.
Његов син Небојша преминуо је у Чикагу, 2000-их година.

## Галерија
- Изглед некадашње православне цркве у Грачацу где је службовао прота Милош